# Kapitalertragsteuer (Deutschland)
Die Kapitalertragsteuer (KapESt) ist in Deutschland eine Steuererhebungsform der Einkommensteuer und Körperschaftsteuer. Sie wird vom Schuldner der Kapitalerträge oder von der auszahlenden Stelle (z. B. Kreditinstitut) als Abzugsteuer oder Quellensteuer für Rechnung des Gläubigers der Kapitalerträge (d. h. des Anlegers) einbehalten und an das Finanzamt als Steuergläubiger abgeführt.

## Allgemeines
In Deutschland wird im Steuerrecht, vor allem in der Amtssprache und in der Finanzwissenschaft, traditionell das Fugen-s weggelassen (Körperschaftsteuer, Verkehrsteuer, Verbrauchsteuer, Aufwandsteuer, Kapitalertragsteuer); in Österreich und der Schweiz dagegen meist verwendet.
Zusammen mit der Einführung des Gesonderten Steuertarifs für Einkünfte aus Kapitalvermögen hat sie seit dem 1. Januar 2009 auch bei Privatanlegern für bestimmte Kapitaleinkünfte grundsätzlich abgeltende Wirkung (Abgeltungsteuer). Entsprechend wird die Kapitalertragsteuer, soweit eine Abgeltungswirkung eintritt, in Deutschland auch teilweise synonym als Abgeltungsteuer bezeichnet. Vor diesem Zeitpunkt hatte sie diese abgeltende Wirkung nur bei (zum Beispiel rein ausländischen) Körperschaften in speziellen Fällen.
In zahlreichen Ausnahmefällen entfällt die Abgeltungswirkung der KapESt. Sie wird dann bei der Steuerveranlagung wie eine Steuervorauszahlung behandelt.

## Funktionsweise

### Erhebungsform
Die Kapitalertragsteuer ist eine Form der Erhebung der Einkommensteuer und Körperschaftsteuer. Es handelt sich um eine Quellensteuer, die beim Schuldner der Kapitalerträge erhoben wird. Sie entsteht daher mit Zufluss der Kapitalerträge (§ 44 Abs. 1 S. 2 EStG). Die Kapitalertragsteuer soll Einkünfte aus Kapitalvermögen umfassend besteuern und damit Steuerhinterziehung erschweren.
Da der Gesonderte Steuertarif für Einkünfte aus Kapitalvermögen gemäß § 32d EStG den gleichen Einkommensteuersatz wie der Steuersatz der Kapitalertragsteuer vorsieht, ist die Einkommensteuer mit der Erhebung der Kapitalertragsteuer in der Regel abgegolten. Etwas anderes gilt nur, wenn der Steuerpflichtige mit einem niedrigeren Einkommensteuersatz besteuert wird. Dann wird die Steuer im Veranlagungsverfahren festgesetzt und die Kapitalertragsteuer auf die festgesetzte Einkommensteuer angerechnet, was im Ergebnis zu einer Erstattung der zu viel erhobenen Kapitalertragsteuer führt.

### Kapitalerträge mit Steuerabzug
Die Kapitalerträge, die dem Steuerabzug unterliegen, sind in § 43 Abs. 1 EStG abschließend aufgeführt. Dies ist der größte Teil der in § 20 Abs. 1 und 2 EStG aufgeführten Kapitalerträge, auch wenn sie anderen Einkunftsarten (z. B. gewerblichen) zugeordnet sind.
Dies sind beispielsweise Zinsen (sofern der Schuldner dieser Erträge ein inländisches Kreditinstitut ist), Dividenden, Erträge aus gewissen Versicherungsverträgen, stillen Gesellschaften, Options-, Termin- und Wertpapiergeschäften, Zertifikaten und (eingeschränkt) aus Investmentfonds.
Nicht dem Steuerabzug unterliegen beispielsweise
- Erträge aus sonstigen Darlehensverträgen eines Nicht-Kreditinstituts (insbesondere sonstige betriebliche und private Darlehensgeschäfte),
- laufende Erträge aus einem ausländischen thesaurierenden Fonds (auch wenn sie in einem im Inland geführten Depot liegen – mangels Geldfluss ist ein Steuerabzug durch ein deutsches Kreditinstitut nicht möglich),
- Erträge aus Zinsen aus Hypotheken und Grundschulden und Renten aus Rentenschulden,
- Erträge aus der Veräußerung einer stillen Gesellschaft oder Kapitallebensversicherung,
- Erträge aus bestimmten Fremdwährungsgeschäften.[2] 
Diese sind vom Gläubiger der Erträge nachträglich zu erklären.

Die KapESt ist insbesondere nicht zu erheben in Bereichen, in denen regelmäßig neben entsprechenden Erträgen substanzielle damit zusammenhängende Ausgaben anfallen. Aufgrund einer fehlenden Anrechnung der Ausgaben (vgl. auch Bemessung) käme es hier zu einer überhöhten Abgabenlast, die erst bei einer Veranlagung korrigierbar wäre.
Dies trifft insbesondere auf den Interbankenbereich zu (Zinserträge würden der KapESt unterliegen, Zinsausgaben würden aber zu keiner Erstattung/Anrechnung führen). Ähnlich ist die Situation beim Handel mit Wertpapieren. Auch hier könnten Gewinne und Verluste nicht unterjährig verrechnet werden.
Um daraus resultierende Liquiditätsprobleme zu vermeiden (unterjährige Zahlung der KapESt, Erstattung erst durch Jahressteuerbescheid) und auch zur Vereinfachung des administrativen Aufwands, welcher durch die hohe Anzahl an Geschäftsvorfällen anfallen könnte, wird unter bestimmten Voraussetzungen von der Erhebung der KapESt abgesehen (§ 43 Abs. 2 EStG).

### Bemessung der Kapitalertragsteuer
Der Kapitalertragsteuersatz beträgt 25 % zuzüglich Solidaritätszuschlag (5,5 % der Kapitalertragsteuer, § 1 Abs. 3 SolZG) und ggf. Kirchensteuer (8 oder 9 % der Kapitalertragsteuer) (§ 43a Abs. 1 Satz 2 EStG). Dieser ist nicht zu verwechseln mit dem Sondertarif für Einkünfte aus Kapitalvermögen, welcher ebenfalls 25 % zzgl. Zuschlagsteuern beträgt (siehe auch Erhebungsform).
Bei Kirchensteuerpflicht verringert sich die Bemessungsgrundlage aufgrund der Abziehbarkeit der Kirchensteuer. Näheres findet sich im Unterkapitel Berechnung der Kirchensteuer.
Es ergeben sich folgende mögliche Prozentsätze:
| Kirchensteuer →      | keine                                            | keine     | 8 %                                              | 8 %       | 9 %                                              | 9 %       |
| -------------------- | ------------------------------------------------ | --------- | ------------------------------------------------ | --------- | ------------------------------------------------ | --------- |
| Kapitalertragsteuer  | {\displaystyle {\tfrac {100}{400}}}              | 25,0000 % | {\displaystyle {\tfrac {100}{408}}}              | 24,5098 % | {\displaystyle {\tfrac {100}{409}}}              | 24,4499 % |
| Solidaritätszuschlag | {\displaystyle {\tfrac {5{,}5}{400}}}            | 1,3750 %  | {\displaystyle {\tfrac {5{,}5}{408}}}            | 1,3480 %  | {\displaystyle {\tfrac {5{,}5}{409}}}            | 1,3447 %  |
| Kirchensteuer        | {\displaystyle {\tfrac {0}{400}}}                | 0,0000 %  | {\displaystyle {\tfrac {8}{408}}}                | 1,9608 %  | {\displaystyle {\tfrac {9}{409}}}                | 2,2005 %  |
| Gesamtbelastung      | {\displaystyle \mathbf {\tfrac {105{,}5}{400}} } | 26,3750 % | {\displaystyle \mathbf {\tfrac {113{,}5}{408}} } | 27,8186 % | {\displaystyle \mathbf {\tfrac {114{,}5}{409}} } | 27,9951 % |

Bei den meisten Erträgen findet eine Abstandnahme vom Steuerabzug statt, sofern dem zum Steuerabzug Verpflichteten ein Freistellungsauftrag oder eine Nichtveranlagungsbescheinigung vorgelegt wird (§ 44a Abs. 1 bis 3, 10 EStG). Eine Freistellung ist z. B. grundsätzlich bei Dividenden, die direkt von einer Kapitalgesellschaft an die Gesellschafter ausgeschüttet werden, nicht möglich. Handelt es sich in diesen Fällen allerdings um Arbeitnehmerbeteiligungen, ist die Einstellung eines Freistellungsauftrages beim Arbeitgeber wiederum möglich.
Freistellungsaufträge dürfen insgesamt bis zur Höhe des Sparer-Pauschbetrags (seit 2023: 1000 Euro / 2000 Euro bei Verheirateten) in Anspruch genommen werden (§ 44a Abs. 1 Nr. 1 EStG i. V. m. § 20 Abs. 9 EStG).
Für Einkünfte aus Investmentfonds gelten gemäß § 20 InvStG folgende Teilfreistellungssätze:
- 30 % bei Aktienfonds,
- 15 % bei Mischfonds,
- 60 % bei Immobilienfonds,
- 80 % bei Auslands-Immobilienfonds.

#### Bestimmung der Bemessungsgrundlage
Dem Steuerabzug unterliegen die vollen Kapitalerträge grundsätzlich ohne jeden Abzug. In den Fällen von Veräußerungserträgen bemisst sich der Steuerabzug unter Berücksichtigung der Veräußerungskosten, wenn die Wirtschaftsgüter von der die Kapitalerträge auszahlenden Stelle erworben oder veräußert und seitdem verwahrt oder verwaltet worden sind (§ 43a Abs. 2, S. 1 und 2 EStG).
Überträgt der Steuerpflichtige die Wirtschaftsgüter auf ein anderes (eigenes oder fremdes) Depot und handelt es sich nicht um einen entgeltlichen Vorgang, hat die abgebende inländische auszahlende Stelle der übernehmenden inländischen auszahlenden Stelle die Anschaffungsdaten mitzuteilen (§ 43a Abs. 2, S. 3 EStG).
So werden insbesondere bei unentgeltlichen Erwerbsvorgängen dem (Gesamt- oder Einzel-) Rechtsnachfolger die Anschaffungswerte des Rechtsvorgängers zugerechnet (§ 43a Abs. 2 Satz 3 u. 4 EStG i. V. m. § 43 Abs. 1 Satz 4 u. 5 EStG).
Sind aufgrund eines Übertragungsvorgangs die Anschaffungsdaten nicht nachgewiesen, werden als Bemessungsgrundlage für den Kapitalertragsteuerabzug 30 % des aktuellen Börsenkurses (§ 43a Abs. 2, S. 7 EStG) angenommen. Sollten der Bank weder die Anschaffungskosten vorliegen noch ein aktueller Börsenkurs bekannt sein, ist die Bank verpflichtet, den Sachverhalt den Finanzbehörden anzuzeigen.

#### Ermäßigter Steuersatz
Leistungen von Betrieben gewerblicher Art von juristischen Personen des öffentlichen Rechts unterliegen nur einem Steuerabzug in Höhe der Körperschaftsteuer in Höhe von 15 % (§ 43a Abs. 1 Nr. 2 EStG), da diese Steuer für die juristische Person des öffentlichen Rechts selbst aufgrund ihrer beschränkten Körperschaftsteuerpflicht Abgeltungswirkung hat (§ 32 Abs. 1 KStG i. V. m. § 2 Nr. 2 KStG). Somit entspricht die Kapitalertragsteuer auch der letztlichen tatsächlichen Körperschaftsteuer.
Entsprechendes gilt für Leistungen an
- steuerbefreite Körperschaften,
- sonstige inländische juristische Personen des öffentlichen Rechts,
- Bundesverbände, Deutsche Rentenversicherung Knappschaft-Bahn-See, Verbände der Ersatzkassen und
- beschränkt körperschaftsteuerpflichtige Personen, die weder ihre Geschäftsleitung noch ihren Sitz im Inland haben (§ 44a Abs. 8 bis 9 EStG).

Durch die beschränkte Besteuerung bei juristischen Personen des öffentlichen Rechts erfolgt eine Umverteilung des Steueraufkommens, da die Kapitalertragsteuer (als Erhebungsform der Körperschaftsteuer) im Rahmen des Art. 106 GG nun auf die verschiedenen Gebietskörperschaften verteilt wird und somit die Erträge nicht bei einem Träger vollständig verbleiben.
Bestimmte Leistungen an steuerbefreite Körperschaften, die gemeinnützige, mildtätige oder kirchliche Zwecke verfolgen, sind vollständig vom Steuerabzug befreit (§ 44a Abs. 7 EStG).

#### Ungleichbehandlung gegenüber Einkommensteuer
Bei Einkünften aus nichtselbständiger Arbeit z. B. in Höhe von 47.368 Euro werden weitere 100 Euro mit einem Einkommensteuersatz von 37,9 % versteuert, während bei Einkünften aus Kapitalvermögen diese weiteren 100 Euro nur mit 25 % versteuert werden. In einem Urteil kam das FG Nürnberg 2012 zu dem Schluss, dass dies für die Einkünfte aus Kapitalvermögen eine Ungleichbehandlung im Verhältnis zu den anderen Einkunftsarten bedeute. Ferner bedeute es einen Verstoß gegen die Gleichwertigkeit der Einkunftsarten und einen Verstoß gegen die Besteuerung nach der Leistungsfähigkeit. Für das deutsche Steuerrecht folge daraus der Eintritt in unterschiedliche Tarifverläufe bei unterschiedlichen Einkunftsarten trotz gleicher Leistungsfähigkeit (sogenannte Schedulenbesteuerung). Dies sei damit der Einstieg in die sogenannte „duale Einkommensteuer“. Dennoch genüge die Ungleichbehandlung besonderen Rechtfertigungsanforderungen, da die Abgeltungssteuer nach Auffassung des Senats ein wirksames Instrument ist, die Komplexität des Steuerrechts zu reduzieren. Sie sei ein akzeptabler Kompromiss zwischen Vereinfachung auf der einen und materieller Einzelfallgerechtigkeit auf der anderen Seite.
Laut einem Gutachten in 2015 von Joachim Englisch im Auftrag der Grünen ist die Ungleichbehandlung der Einkommensarten verfassungswidrig. Ferner gehe mit der Abgeltungsteuer ein Verstoß gegen eine Besteuerung nach Leistungsfähigkeit einher. Englisch verweist dabei auch darauf, dass eine ursprünglich möglicherweise noch verfassungsgemäße Regelung wegen Veränderungen der maßgeblichen Umstände verfassungswidrig werden kann. So seien im vorliegenden Fall die besonderen Rechtfertigungsanforderungen für eine Ungleichbehandlung nicht mehr gegeben, da entgegen ursprünglichen Annahmen sich weder administrative Erleichterungen für die Finanzverwaltung noch Entlastungseffekte für Bürger eingestellt haben.

### Entrichtung der Kapitalertragsteuer
In der Regel ist jedes im Inland tätige Kreditinstitut verpflichtet, den Steuerabzug vorzunehmen und die Steuer anonym an die Finanzverwaltung abzuführen. Aber auch andere Schuldner von Kapitalerträgen können zum Steuerabzug verpflichtet sein, insbesondere bei Ausschüttungen einer inländischen Kapitalgesellschaft, welche nicht aus einer Sammel- oder Sonderverwahrung stammen (§ 44 Abs. 1 EStG). Im letzteren Fall gilt die Ausnahme, dass keine monatliche Anmeldung der Kapitalertragsteuer zu erfolgen hat, sondern dass mit dem Zeitpunkt der Ausschüttung eine korrespondierende einmalige Steueranmeldung und Abführung an das Finanzamt vorzunehmen ist (§ 44 Abs. 1 S. 5 EStG).
Realisierte Verluste aus Kapitalerträgen müssen (bei Privatanlegern) zur Erstattung von bereits gezahlter Steuer durch die Bank genutzt werden. Die Bank verrechnet die Steuerrückzahlung mit den offenen Steuerabführungen und meldet die Zahlen in der KapESt-Anmeldung an ihr Betriebsstättenfinanzamt.

### Abstandnahme vom Kapitalertragsteuerabzug – Freistellungsauftrag
Ein Freistellungsauftrag (FSA) ist
- ein Dokument, mit dem ein Steuerpflichtiger ein Kreditinstitut anweist, von seinen Kapitalerträgen keinen Kapitalertragsteuerabzug vorzunehmen (§ 44a EStG),
- eine Methode, den Sparer-Pauschbetrag bereits im laufenden Jahr bei Besteuerung der Kapitalerträge zu berücksichtigen und so eine Einkommensteuererklärung zu vermeiden.

Wird ein FSA erteilt, kann das Kreditinstitut die Kapitalerträge bis zur Höhe des Sparer-Pauschbetrags ohne Steuerabzug gutschreiben bzw. auszahlen. Die Freistellung ändert nichts daran, dass die Kapitalerträge grundsätzlich steuerpflichtig sind, soweit sie den Sparer-Pauschbetrag übersteigen. Die Freistellung erspart aber eine Einkommensteuererklärung, wenn die Kapitalerträge den Sparer-Pauschbetrag nicht übersteigen und eine Veranlagung zur Einkommensteuer nicht aus anderen Gründen notwendig ist.
Wird ein FSA nicht erteilt, muss das Kreditinstitut vom Kapitalertrag 25 % Kapitalertragsteuer (plus Solidaritätszuschlag und gegebenenfalls Kirchensteuer) an das Finanzamt abführen. Der Steuerabzug wird dann auch von Kapitalerträgen vorgenommen, die niedriger sind als der Sparer-Pauschbetrag. In diesem Fall bleibt nur eine Einkommensteuererklärung, wenn der Sparer-Pauschbetrag berücksichtigt werden soll.
Ein FSA und jede Änderung muss nach amtlich vorgeschriebenem Muster erteilt werden. Der FSA kann auch per Fax oder im elektronischen Verfahren erteilt werden. In diesem Fall muss die Unterschrift durch eine elektronische Authentifizierung des Kunden z. B. in Form des banküblichen gesicherten PIN/TAN-Verfahrens ersetzt werden.
Das beauftragte Kreditinstitut muss dem Bundeszentralamt für Steuern (BZSt) die Höhe der Kapitalerträge mitteilen, von denen auf Grund des FSA der Kapitalertragsteuerabzug unterblieben ist.
Ein FSA ist nur wirksam, wenn dem BZSt die steuerliche Identifikationsnummer des Gläubigers der Kapitalerträge und bei gemeinsamen FSA auch die des Ehegatten/Lebenspartners vorliegt.
Weitere Einzelheiten zum FSA insbesondere bei Ehegatten und bei juristischen Personen siehe Schreiben des Bundesministeriums der Finanzen vom 18. Januar 2016, IV C 1 – S 2252/08/10004 :017, veröffentlicht im BStBl 2016 I, S. 85.

### Abgeltungswirkung
Mit der einbehaltenen Steuer ist für den Privatanleger die Steuer für die entsprechenden Kapitalerträge grundsätzlich abgegolten (§ 43 Abs. 5 EStG). Diese Kapitalerträge werden dann nicht mehr in der jährlichen Einkommensteuererklärung erfasst (§ 2 Abs. 5b EStG), können aber aus verschiedenen Gründen doch mit einbezogen werden. Ist die tarifliche Einkommensteuer zwingend auf die Kapitalerträge anzuwenden (z. B. bei bestimmten Erträgen aus stillen Beteiligungen), tritt die Abgeltungswirkung nicht ein.
Die freiwillige Einbeziehung in die Veranlagung kann zum Beispiel Sinn haben, wenn die Nutzung des Sparer-Pauschbetrags nachträglich zu Steuererstattungen führt, weil kein Freistellungsauftrag erteilt worden ist. Außerdem kann sie sinnvoll sein, wenn der Grenzsteuersatz für das gesamte zu versteuernde Einkommen unter 25 % liegt. Mit der Wahl der Besteuerung zum individuellen Steuersatz wird vermieden, dass die Einkünfte aus Kapitalvermögen bei Steuerpflichtigen mit niedrigem Einkommen höher als mit dem Grenzsteuersatz besteuert werden (Veranlagungswahlrecht § 32d Abs. 4, 6 EStG). Das Bundesministerium der Finanzen stellt einen Steuerrechner zur Verfügung, um den persönlichen Steuersatz zu ermitteln und zu prüfen, ob der Grenzsteuersatz von 25 % erreicht wird. Auf Antrag des Steuerpflichtigen führt das Finanzamt eine Günstigerprüfung durch.
Kapitalerträge, die z. B. durch die Bank nicht endgültig besteuert werden konnten, weil der Bank nicht alle notwendigen Informationen vorlagen, müssen ebenfalls nachträglich veranlagt werden (§ 32d Abs. 3 EStG).
Für Kapitalerträge, die im Rahmen einer unternehmerischen Tätigkeit erzielt werden, hat die einbehaltene Steuer keine Abgeltungswirkung (§ 43 Abs. 5, S. 2 EStG). Eine Ausnahme gilt für bestimmte Körperschaften, insbesondere für beschränkt Steuerpflichtige, die keine Betriebstätte im Inland haben. Für diese ist die Körperschaftsteuer durch den Steuerabzug abgegolten (§ 32 Abs. 1 KStG).
Siehe auch Ausführungen zum ermäßigten Steuersatz im Abschnitt Bemessung.

### Verluste
Verluste werden wie folgt berücksichtigt: Zunächst werden positive und negative Einkünfte (z. B. Zinsen aus Einlagen und festverzinslichen Wertpapieren, Dividenden, Einkünfte aus der Endfälligkeit von Zertifikaten, aus Einlösungsgewinnen bei Finanzinnovationen, Gewinne und Verluste aus Veräußerungsgeschäften) auf der Ebene der Bank verrechnet, wobei Verluste aus Aktienverkäufen grundsätzlich nur mit Gewinnen aus Aktienverkäufen verrechnet werden können (§ 20 Abs. 6 EStG). Ein verbleibender Verlust wird vom Kreditinstitut entweder auf das nächste Jahr vorgetragen oder, auf Antrag des Kunden bis zum 15. Dezember eines Jahres, bescheinigt und kann mit Kapitaleinkünften des laufenden Jahres bei anderen Banken oder mit Kapitaleinkünften der Folgejahre im Wege der Veranlagung verrechnet werden (§ 43a Abs. 3, S. 2 ff. EStG).
Altverluste, die vor 2009 angefallen sind, konnten bis zum 31. Dezember 2013 mit Kapitaleinkünften nach neuem Recht verrechnet werden. Dies gilt jedoch nicht für Zins- oder Dividendenausschüttungen, da dies auch nach dem alten Recht nicht möglich war. Seit diesem Zeitpunkt ist eine Verrechnung dieser Verluste nur noch mit Spekulationsgewinnen im Sinn des § 23 EStG möglich, also z. B. mit privaten Veräußerungsgewinnen aus Grundstücksgeschäften innerhalb der Zehnjahresfrist.

### Kapitalerträge mit Auslandsbezug

#### Ausländische Kapitalerträge eines Inländers
Einkünfte wie beispielsweise Dividendenzahlungen einer ausländischen Kapitalgesellschaft unterliegen ebenfalls dem Steuerabzug, sofern die auszahlende Stelle (in der Regel eine Bank) im Inland gelegen ist. Ist eine ausländische Steuer bereits erhoben worden, sind die ausländischen Steuern auf die insgesamt entstandene Kapitalertragsteuer anzurechnen, jedoch höchstens 25 % ausländische Steuer auf den einzelnen Kapitalertrag (§ 43a Abs. 3, S. 1 EStG i. V. m. § 32d Abs. 5 EStG).
Sollte beispielsweise aufgrund eines Doppelbesteuerungsabkommens die erhobene Steuer nicht mit der tatsächlichen übereinstimmen, ist eine Korrektur nur im Wege der Veranlagung möglich.

#### Steuerabzug bei Ausländern
Auch für diese Einkünfte gilt die Kapitalertragsteuer wie bei Inländern unabhängig davon, ob der Bundesrepublik das Besteuerungsrecht zusteht. Allerdings steht dem Gläubiger der Kapitalerträge für zu Unrecht erhobene Steuern eine nachträgliche Erstattung über das Bundeszentralamt für Steuern zu (§ 50d EStG, § 32 Abs. 5 KStG).
Für Mutterunternehmen im EU-Ausland mit einer mindestens zehnprozentigen Beteiligung an deutschen Tochterunternehmen wird aufgrund der sogenannten Mutter-Tochter-Richtlinie die Steuer auf Ausschüttungen an das Mutterunternehmen auf Antrag nicht erhoben (§ 43b EStG). Dennoch wird auch hier im ersten Schritt der Steuerabzug zunächst vorgenommen. Im zweiten Schritt ist dann eine Erstattung über das Bundeszentralamt für Steuern zu beantragen.

### Kapitalertragsteuer – Kirchensteuer und Konfessionslosigkeit

#### Datenabruf zur Religionszugehörigkeit und Konfessionslosigkeit – seit 2015
Ab dem Jahr 2015 wird die Kirchensteuer auf Kapitalerträge automatisch von Banken und anderen Abzugsverpflichteten einbehalten.
Zur Vorbereitung dieses automatischen Einbehalts der Kirchensteuer auf die Abgeltungsteuer fragen die Abzugsverpflichteten einmal jährlich beim Bundeszentralamt für Steuern die Religionszugehörigkeit aller Kunden, Versicherten oder Anteilseigner ab. Dadurch erhalten die abfragenden Stellen Informationen zur Religionszugehörigkeit oder auch über Konfessionslosigkeit. Einzelheiten ergeben sich aus § 51a Abs. 2b bis 2e, Abs. 6 EStG.
Datengrundlage für dieses Verfahren bilden die nach § 39e Abs. 2 Satz 1 Nr. 1 EStG gespeicherten Religionsangaben.
Der Datenübermittlung zur Religionszugehörigkeit und Konfessionslosigkeit kann durch Widerspruch entgegengewirkt werden.

#### Datenabruf zur Religionszugehörigkeit und Konfessionslosigkeit – Widerspruch
Das Bundeszentralamt für Steuern (BZSt) weist darauf hin, dass gegen den Datenabruf schriftlich Widerspruch eingelegt werden kann. Ebenso kann ein sorgeberechtigter Elternteil, gerichtlich bestellter Betreuer oder ein Bevollmächtigter (z. B. Rechtsanwalt, Steuerberater) die erforderliche Erklärung abgeben. Hierzu ist das von der Bundesfinanzverwaltung dafür vorgesehene amtliche Formular Erklärung zum Sperrvermerk auszufüllen und unterschrieben auf dem Postweg an das BZSt zu senden. Die Steuerpflicht wird durch diesen Sperrvermerk jedoch nicht beeinträchtigt. Statt der Erhebung an der Quelle erfolgt die Feststellung der Kirchensteuer dann zwingend in der Veranlagung des Steuerpflichtigen, sofern dieser einer Kirchensteuer erhebenden Religionsgemeinschaft angehört. Zudem gibt das BZSt in diesem Fall Informationen an das Wohnsitzfinanzamt des Steuerpflichtigen weiter.
Der Widerspruch hat zur Folge, dass die den Datenabruf ausführende Stelle, wie z. B. eine Bank, keine Informationen zur Religionszugehörigkeit oder Konfessionslosigkeit erhält. Auch ist der Antragsteller dann verpflichtet, eine Steuererklärung abzugeben.

#### Bundesbeauftragte für Datenschutz – Stellungnahme
Der Bundesbeauftragte für den Datenschutz und die Informationsfreiheit hatte im 24. Tätigkeitsbericht erhebliche Bedenken gegen das für ab 2015 geplante Verfahren geltend gemacht. In der Literatur wurden darüber hinaus verfassungsrechtliche Bedenken erhoben. Im Kern geht es darum, dass die Rechtsgrundlagen für die Datenspeicherung (§ 39e EStG) und die Datenübermittlung an die Abzugsverpflichteten (§ 51a EStG) vom Bundestag beschlossen wurden; die Zuständigkeit für die Gesetzgebung laut Grundgesetz jedoch ausschließlich den Landesparlamenten obliegt (Art. 140 GG i. V. m. Art. 137 Absatz 6 Weimarer Reichsverfassung).

#### Berechnung der Kirchensteuer
Bei einer mitgeteilten Kirchensteuerpflicht wird die Bemessungsgrundlage der Kapitalertragsteuer (KapESt) um die auf die Kapitalerträge entfallende Kirchensteuer (KiSt) ermäßigt, da die hier gezahlte Kirchensteuer wie Sonderausgaben abgezogen wird (§ 43a Abs. 1, S. 2 EStG i. V. m. § 32d Abs. 1, S. 4 EStG). Berücksichtigt man, dass sich die Kirchensteuer aus dem Produkt aus Kirchensteuersatz und der festgesetzten Einkommensteuer berechnet, ergibt dies folgende Formel:
{\displaystyle {\text{KapESt}}=25\,\%\cdot (e-{\text{KiSt}})=25\,\%\cdot (e-k\cdot {\text{KapESt}})}
Hierbei sind e die der Kapitalertragsteuer unterliegenden Kapitalerträge und k der Kirchensteuersatz.
Löst man die Gleichung nach der Kapitalertragsteuer auf, ergibt dies eine Steuerbelastung von
{\displaystyle e\cdot {\frac {1}{4+k}}} bzw. einen Steuersatz von {\displaystyle {\frac {100\,\%}{4+k}}}

#### Regelung zur Kirchensteuer vor 2015
Bis zum Ende des Jahres 2014 konnten Anleger per Antrag bei der Bank auch die Kirchensteuer abgelten lassen. Dazu mussten sie dem Kreditinstitut ihre Religionszugehörigkeit und den für sie zutreffenden Kirchensteuersatz mitteilen. Die Bank ermittelte die Kirchensteuer und führte diese über das für sie zuständige Betriebsstättenfinanzamt an die Religionsgemeinschaften ab.
Stellte der Anleger keinen Antrag bei der Bank, wurde von dieser auch keine Kirchensteuer einbehalten. War er jedoch grundsätzlich steuerpflichtig, musste er diese Einkünfte im Rahmen der Einkommensteuererklärung angeben.

### Steuerbescheinigung
Für Kapitalerträge, die dem Grunde nach der Kapitalertragsteuer unterliegen, ist der Schuldner der Kapitalerträge oder die auszahlende Stelle verpflichtet, dem Gläubiger der Kapitalerträge auf Verlangen eine Steuerbescheinigung nach amtlich vorgeschriebenem Muster auszustellen. Die Bescheinigung muss die nach § 32d EStG erforderlichen Angaben enthalten. Eine Verpflichtung zur Ausstellung besteht unabhängig davon, ob Kapitalertragsteuer einbehalten worden ist oder nicht (§ 45a Abs. 2 bis 7 EStG).

## Geschichte

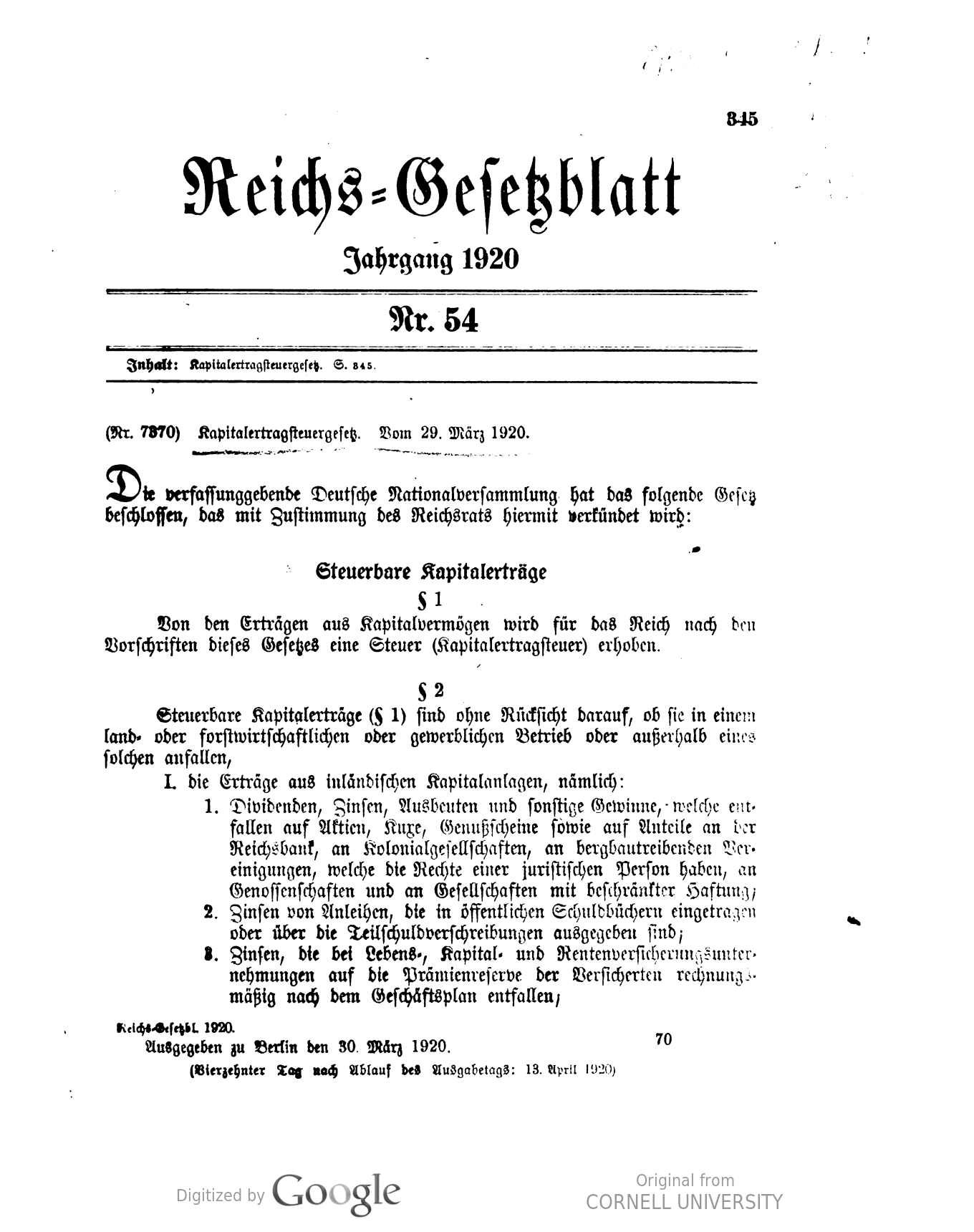
Kapitalertragsteuergesetz, 29. März 1920

In Deutschland wurde bereits seit dem 1. April 1920 (gemäß Kapitalertragsteuergesetz vom 29. März 1920) eine zehnprozentige Kapitalertragsteuer erhoben.
Ab dem 1. Januar 1989 wurde in Deutschland eine zehnprozentige sogenannte kleine Kapitalertragsteuer auf Zinsen eingeführt, die jedoch keine Abgeltungsteuer war. Sie wurde zum 1. Juli 1989 aufgehoben.
Die Kapitalertragsteuer war vor 2009 zunächst nur für eine begrenzte Gruppe von Kapitalerträgen, insbesondere Dividenden, anwendbar und wurde ab 1993 auf Zinserträge (Habenzinsen, Anleihezinsen) ausgeweitet. Der Steuersatz lag bei
- 20 % für Gewinnanteile (Dividenden),
- 30 % für Zinsen aus Kapitalanlagen und
- 35 % für Tafelgeschäfte.

Die 30%ige und 35%ige Kapitalertragsteuer wurde auch „Zinsabschlagsteuer“ („ZASt“) genannt. Darüber hinaus gab es noch weitere Steuersätze wie z. B. 25 % für Gewinnausschüttungen aus typischen stillen Beteiligungen. Bis zum Veranlagungsjahr 2008 hatten diese Arten der Kapitalertragsteuer keine abgeltende Wirkung, bei der Einkommensteuer wurden sie wie Vorauszahlungen behandelt.
Ursprünglich hatte der damalige Finanzminister Peer Steinbrück ab 2009 mit der Großen Koalition eine Abgeltungsteuer mit einem einheitlichen Steuersatz hauptsächlich eingeführt, um Kapitalflucht oder Steuerflucht zu verhindern. Die Steuereinnahmen dieser Steuer lagen 2008 vor der Einführung der Novelle bei rund 13,6 Milliarden Euro. Sie sanken von rund 12,4 Milliarden Euro im Jahr 2009 auf etwa 7,8 Milliarden Euro im Jahr 2014. Diese Zahlen geben allerdings keine Auskunft darüber, wie sich der Saldo von vorab gezahlter Kapitalertragsteuer, Zinsabschlag und Abgeltungsteuer mit anderen Steuerarten wie der Einkommensteuer entwickelt hat. Steinbrück sprach sich später dafür aus, die Abgeltungsteuer in dieser Form wieder abzuschaffen. Da 2017 der automatische Datenabgleich zwischen 51 Staaten zu einheimischen Kapitalanlagen begann, entfiel auch formal eines der Hauptargumente für eine einheitliche Abgeltungsteuer.
Am 2. Mai 2016 gab der Rechercheverbund aus Handelsblatt, Bayerischem Rundfunk, Washington Post und der US-amerikanischen Non-Profit-Stiftung ProPublica seine Datenanalyse zur sogenannten Dividenden-Arbitrage bekannt. Mit den auch als „Cum-Cum-Deals“ genannten Geschäften halfen Banken ihren Kunden, Kapitalertragsteuern zu vermeiden. Besonders die Commerzbank soll dies häufig praktiziert haben.
Kapitalertragsteuern aus Kapitaleinkünften, die von inländischen Emittenten stammen und bei denen ein Inländer der Steuerschuldner ist, gehören zu den Abzugsteuern. Im Ausland erhobene Kapitalertragsteuern ausländischer Emittenten werden als Quellensteuern angesehen, weil die Steuer vom Quellenstaat als Steuerabzug einbehalten wird. Der Begriff der Quellensteuer ist ein Terminus technicus allein des internationalen Steuerrechts, während die deutschen Steuergesetze traditionell den Begriff der Abzugsteuer benutzen.

## Steuerverteilung
Seit 2009 ist die frühere Zinsabschlagsteuer in die Kapitalertragsteuer integriert. Deren Ertrag wird nicht einheitlich auf Bund, Länder und Gemeinden verteilt, sondern nach folgenden Regeln:
- Nicht veranlagte Steuern vom Ertrag (etwa auf Dividenden) werden je zur Hälfte auf Bund und Länder verteilt.
- Von der Abgeltungsteuer (z. B. auf Zinsen und Dividenden) erhalten die Gemeinden 12 %, Bund und Länder je 44 %.

Diese Ertragsberechtigung ergibt sich aus Art. 106 Absatz 3 Grundgesetz, wonach die Einkommensteuer und ihre Gliedsteuern Bund und Ländern je zur Hälfte zustehen, in Verbindung mit § 1 Gemeindefinanzreformgesetz, wonach die Gemeinden vorab 12 % der Abgeltungsteuer erhalten.
Wichtigstes Anwendungsbeispiel für die Schuldner-Kapitalertragsteuer sind Gewinnausschüttungen der Kapitalgesellschaften. Das Aufkommen wird hierbei nach demselben Schlüssel verteilt wie das Aufkommen der Körperschaftsteuer auf die zugrundeliegenden Gewinne, siehe Gemeinschaftsteuer (Deutschland). Am Aufkommen der Zahlstellen-Kapitalertragsteuer wurden die Gemeinden beteiligt, weil diese Steuer den Ertrag der veranlagten Einkommensteuer mindert, an dem die Gemeinden ebenfalls teilhaben.